# RFC Xerxes in het seizoen 1963/64
Het seizoen 1963/1964 was het achtste jaar in het bestaan van de Rotterdamse betaaldvoetbalclub Xerxes. De club kwam uit in de Tweede divisie B en eindigde daarin op de vierde plaats. Tevens deed de club mee aan het toernooi om de KNVB beker, hierin werd de club in de eerste ronde uitgeschakeld door Sportclub Enschede (2–8).

## Wedstrijdstatistieken

### Tweede divisie B
|       | AGOVV | Baronie | D.F.C. | De Graafschap | Helmondia '55 | Hermes DVS | Limburgia | LONGA | N.E.C. | NOAD  | Roda JC | SVV   | Vitesse | Wageningen | Wilhelmina |
| ----- | ----- | ------- | ------ | ------------- | ------------- | ---------- | --------- | ----- | ------ | ----- | ------- | ----- | ------- | ---------- | ---------- |
| Thuis | 5 – 1 | 5 – 0   | 5 – 3  | 2 – 2         | 3 – 3         | 1 – 2      | 3 – 0     | 3 – 0 | 1 – 4  | 1 – 0 | 1 – 2   | 2 – 0 | 2 – 0   | 3 – 0      | 2 – 0      |
| Uit   | 1 – 0 | 1 – 2   | 0 – 1  | 2 – 4         | 1 – 0         | 2 – 1      | 1 – 0     | 1 – 2 | 0 – 0  | 0 – 2 | 1 – 2   | 0 – 1 | 3 – 0   | 2 – 2      | 1 – 2      |

### KNVB beker
| 1e ronde                                        | Xerxes                         | 2 – 8 (1 – 4) | Sportclub Enschede                                                                               |
| 29 september 1963 Plaats: Rotterdam Het Kasteel | Piet Kriesch 12' Martin Snoeck |               | 5' Hennie Nieuwenhuis 25', 30', 65' Henk Bosveld 35', 51', 57' Spitz Kohn 70' Issy ten Donkelaar |

## Statistieken Xerxes 1963/1964

### Eindstand Xerxes in de Nederlandse Tweede divisie B 1963 / 1964
| Stand | Gespeeld | Gewonnen | Gelijk | Verloren | Punten | Doelpunten voor | Doelpunten tegen |
| ----- | -------- | -------- | ------ | -------- | ------ | --------------- | ---------------- |
| 4e    | 30       | 18       | 4      | 8        | 40     | 58              | 33               |

### Topscorers
| #      | Naam                | Goal |
| ------ | ------------------- | ---- |
| 1.     | Nol Heijerman       | 15   |
| 2.     | Martin Snoeck       | 12   |
| 3.     | Faas Wilkes         | 8    |
| 4.     | Piet Kriesch        | 7    |
| 5.     | Ben Damen           | 6    |
| 6.     | Bep Zaal            | 3    |
| 7.     | Theo van Toledo     | 2    |
| 7.     | Riny van Woerden    | 2    |
| 9.     | Frans van der Heide | 1    |
| 9.     | Ad Hommerson        | 1    |
| 9.     | Fred Petterson      | 1    |
| Totaal | Totaal              | 58   |

| #      | Naam          | Goal |
| ------ | ------------- | ---- |
| 1.     | Piet Kriesch  | 1    |
| 1.     | Martin Snoeck | 1    |
| Totaal | Totaal        | 2    |